# Koninklijke Vereniging De Friesche Elf Steden
De Koninklijke Vereniging De Friesche Elf Steden werd op 15 januari 1909 opgericht en organiseert sindsdien, indien mogelijk, de Elfstedentocht.

## Oprichting
De eerste Elfstedentocht van 2 januari 1909 werd als een eenmalig evenement door de Friesche IJsbond georganiseerd. De tocht werd echter zo'n doorslaand succes dat verschillende enthousiastelingen zich inzetten om het evenement te laten terugkeren. Mindert Hepkema schreef naar verschillende dagbladen ingezonden brieven, waarin hij op het succes van de tocht wees. Daarnaast betoog hij voor het oprichten eener vereeniging, die zich uitsluitend ten doel stelt het organiseren en regelen van deze Frieschen-Marathonrit. Hepkema kreeg al snel bijval en op een door hem georganiseerde vergadering in het Oranje Hotel kwamen dertig belangstellenden af. De Vereniging De Friesche Elf Steden was een feit. De vereniging kreeg als doel de Elfstedentocht door Friesland bij gunstige ijsverhoudingen voortaan jaarlijks te organiseren.

## Concurrentie
Het oprichten van de vereniging betekende niet meteen dat andere sportverenigingen geen tochten konden organiseren. Met de Bond voor Lichamelijke Opvoeding in Den Haag waren snel afspraken gemaakt. Bij de Friese IJsbond had het meer voeten in aarde voor men uiteindelijk tot een overeenkomst kwam. Het eindresultaat van alle besprekingen was dat alleen de Vereniging De Friesche Elf Steden Elfstedentochten zou uitschrijven. Alleen tijdens de vierde Elfstedentocht werd er door een groep particulieren een alternatieve Elfstedentocht op de schaats langs de Friese Elfsteden georganiseerd, de zogenaamde Tolhuister Elfstedentocht.

## Veranderingen
In de loop van de tijd heeft het bestuur van de vereniging verschillende veranderingen doorgevoerd. In 1947 werd besloten dat alleen wedstrijdschaatsers die binnen twee uur na de winnaar binnenkwamen opgenomen zouden worden in het eindklassement. Alleen wedstrijdschaatsers die de eindtijd van de winnaar van de tocht met niet meer dan 20% overschreden kwamen vanaf dat jaar in aanmerking voor het kruisje. Vanaf 1985 was het ook voor vrouwen toegestaan om aan de wedstrijd deel te nemen. Vrouwen mochten wel al vanaf het begin deelnemen aan de tocht. Op 15 januari 2009 ontving de vereniging het predicaat Koninklijk ter gelegenheid van het 100-jarig bestaan.

## Lijst van voorzitters
| Naam            | Van  | Tot   |
| --------------- | ---- | ----- |
| Mindert Hepkema | 1909 | 1947  |
| Jan M. Kingma   | 1948 | 1951  |
| M.H. Geerts     | 1951 | 1952  |
| A.E. Hannema    | 1952 | 1958  |
| Jan Hoogland    | 1958 | 1969  |
| Jan Kuperus     | 1969 | 1984  |
| Jan Sipkema     | 1984 | 1994  |
| Henk Kroes      | 1994 | 2007  |
| Wiebe Wieling   | 2007 | heden |

## Rayonhoofden
Het traject van de tocht is opgedeeld in 22 verschillende rayons. Elk van deze rayons wordt vertegenwoordigd door een rayonhoofd. Tot het takenpaket van deze rayonhoofden behoort onder andere: het eenmaal per dag meten van de ijsdikte, het verzorgen van ijstransplantaties, het verzorgen van kluunvoorzieningen, zorgen voor veilig ijs, controle van de schaatsers, melden van de doorkomst van de kopgroep en het zorgen voor een veilige passage voor het publiek.